# Oszmán pasa

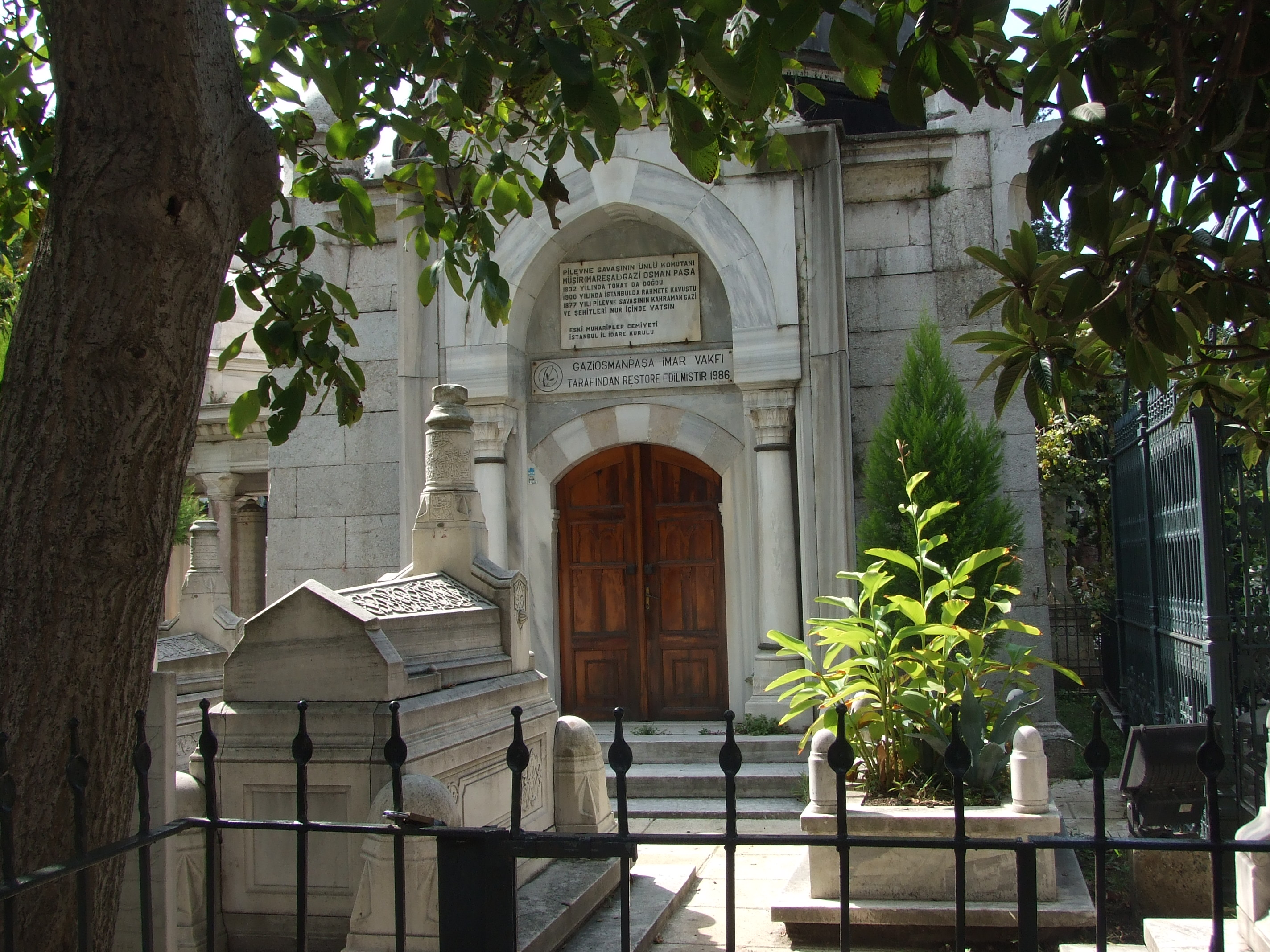
Oszmán pasa sírja az isztambuli Fatih-mecset kertjében

Oszmán pasa (Tokat, 1832 – 1900. április 5.) török katonai vezető volt, aki Plevna ostromakor szerzett világhírnevet és népszerűséget azzal, hogy egy viszonylag kis sereg élén 1878-ban csaknem öt hónapig sikerrel tartotta fel a sokkal nagyobb egyesült orosz-román hadsereget.
Más nevek, amelyeken szintén ismerik: Gázi Oszmán pasa, Oszmán Nuri pasa, Oszmán al-Gázi, Plevna oroszlánja.
Anatólia középső részén született a neves tokati Yağcıoğulları családban. Apját, egy közhivatalnokot, nem sokkal Oszmán születése után a fővárosba, Isztambulba helyezték. Oszmán itt tanult és 1852-ben katonai főiskolán végzett. A krími háború során kitüntette magát és gyorsan emelkedett a ranglétrán.
Ugyancsak elismerést szerzett az 1861-es krétai felkelés és az 1864-es jemeni zavargások kezelése során. Jemenből a pasa cím birtokosaként tért vissza. Ezután Skodar régió katonai parancsnoka lett Boszniában. A szerb felkelés leverésében játszott szerepéért marsallá (törökül muşir) léptették elő.

## Külső hivatkozások
- Oszmán pasa az orosz-török háborúban (angolul) Archiválva 2006. július 15-i dátummal a Wayback Machine-ben
- Plevna ostromáról és Oszmánról (angolul)